# Manat (mitologia)
Manat (àrab: مَناة, Manāt) va ser una deïtat del panteó semita de Mesopotàmia de l'època presargònida. Era una divinitat femenina, considerada la deessa del destí, i segurament va ser una divinitat molt antiga dins del panteó semita, i més important que altres deus.
També era coneguda amb el nom de Menutum, que era un dels nom d'Ixtar. A la Bíblia s'esmenta amb el nom de Meni, que correspon a Manat. El seu equivalent romà era la deessa Fortuna, ja que Manat significava també la sort, el destí i l'atzar. Va ser una deïtat adorada entre els àrabs a l'època preislàmica i amb les seves germanes al-Lat i al-Uzza formava la triada de divinitats adorades a la Meca.
Tenia un santuari principal, ara perdut, entre la Meca i Medina, a la riba de la Mar Roja. Les tribus dels Banu Aws i dels Banu Khàzraj eren considerades les més devotes de la deessa, tant que el lloc on se li oferien sacrificis portava els seus noms.
Segons Hixam ibn al-Kalbí, hi havia una representació de Manat entre els 360 ídols que es trobaven a la Kaaba, i quan els peregrins hi feien la volta, la invocaven, juntament amb el nom de les seves germanes al-Lat i al-Uzza, buscant la seva benedicció. Es creia també que Manat protegia les tombes i castigava als que les profanaven.